# Albert Barré
Pour les articles homonymes, voir Barré.
Ne doit pas être confondu avec Désiré-Albert Barre.
Auguste Albert Barré, né le 29 décembre 1854 à Paris (6e) et mort à Paris 9e le 31 mai 1910, est un auteur dramatique français.
Il travailla longtemps avec Henri Kéroul.

## Biographie
Albert Barré commence sa carrière d'auteur dramatique avec Les Gilets jaunes, un vaudeville en 3 actes créé en 1877 au théâtre des Délassements-Comiques. Il écrivit ensuite en collaboration avec Paul Bilhaud pour le théâtre Cluny puis pour le théâtre du Palais-Royal. Puis il enchaîne les succès avec Henri Kéroul toujours au Palais-Royal et ensuite au théâtre des Folies-Dramatiques et au théâtre du Châtelet.
Il est également l'auteur de livrets d'opéra-comique et d'opérette pour le compositeur Antoine Banès notamment au théâtre des Menus-Plaisirs.
Albert Barré décédera à l'âge de 55 ans à son domicile de la rue Blanche des suites d'une longue maladie. Il repose dans le cimetière de Recy dans la Marne.

## Œuvres
- 1877 : Les Gilets jaunes, comédie en 3 actes, au théâtre des Délassements-Comiques (1er septembre)[5]
- 1881 : La Chauve-souris, pièce en 1 acte
- 1885 : J'attends Ernest, comédie en 1 acte, en prose, avec Paul Bilhaud, au théâtre du Palais-Royal (11 avril)[6]
- 1886 : Bigame, comédie en trois actes, avec Paul Bilhaud
- 1891 : Le Bambou de Damoclès, folie-vaudeville en 1 acte, avec Édouard Hermil et Armand Numès, au théâtre Cluny (8 mars)
- 1892 : Toto, opérette en 3 actes, avec Paul Bilhaud, musique d'Antoine Banès
- 1893 : Madame Rose, opéra-comique en 1 acte, musique d'Antoine Banès
- 1895 : Le Paradis, pièce en 3 actes, avec Paul Bilhaud et Maurice Hennequin
- 1895 : Le Roi Frelon, opéra-bouffe en 3 actes, musique d'Antoine Banès, au théâtre des Folies-Dramatiques (11 avril)
- 1896 : Nuit d'amour, fantaisie lyrique en 3 actes, avec Maxime Boucheron, musique d'Antoine Banès
- 1897 : Le Nouveau régiment, opérette en 2 actes, avec Edmond Martin et Henry Berhard, musique d'Antoine Banès, à l'Olympia (12 mars)
- 1897 : La Jarretière, opérette en 1 acte, avec Paul Bilhaud, musique d'Antoine Banès
- 1898 : Un Constat, comédie en 1 acte
- 1899 : L'Escargot, opérette en 1 acte, avec Paul Adely, musique d'Antoine Banès
- 1901 : Melle portez-arme !, opérette en 3 actes, avec Edmond Martin et Henry Berhard
- 1904 : Nuit de noces
- 1905 : Une veine de ..., vaudeville en 3 actes, avec Henri Kéroul
- 1905 : Toison d'or, vaudeville en 3 actes, avec Henri Kéroul
- 1906 : Le Chopin, vaudeville en 3 actes, avec Henri Kéroul
- 1907 : Le Numéro 18, vaudeville en 3 actes, avec Henri Kéroul
- 1907 : La Princesse Sans-Gêne, féerie en 3 actes et 23 tableaux, avec Henri Kéroul, au théâtre du Châtelet (16 novembre)[7]
- 1907 : Madame Tantale, vaudeville en 3 actes, avec Henri Kéroul, au théâtre du Palais-Royal (1er février)
- 1908 : Tourtelin s'amuse, vaudeville en 3 actes, avec Henri Kéroul, au théâtre des Folies-Dramatiques (29 janvier)[8]
- 1909 : Alfred !..., vaudeville en 2 actes, avec Henri Kéroul
- 1910 : L'Éprouvette, vaudeville en 3 actes, avec Henri Kéroul
- 1910 : Moumoute !, vaudeville en 2 actes, avec Henri Kéroul , à l'Eldorado (2 septembre)
- 1912 : Les Gabelous, opéra-bouffe en trois actes, musique d'Antoine Banès
- 1913 : Le Chopin de Nini, vaudeville en 1 acte, avec Henri Kéroul, à l'Eldorado (13 mars)
- 1914 : Un mariage à la vapeur, vaudeville en 1 acte, avec Henri Kéroul, au Moulin-Rouge (18 décembre)
- 1916 : Les Maris de Ginette, opérette en 3 actes, avec Henri Kéroul, musique de Félix Fourdrain, à l'Apollo (18 novembre)
- Les Deux Pigeons, vaudeville en deux actes et trois tableaux, avec Henri Kéroul, non daté